# Centrorhynchus brumpti
Centrorhynchus brumpti är en hakmaskart som beskrevs av Yves-Jean Golvan 1965. Centrorhynchus brumpti ingår i släktet Centrorhynchus och familjen Centrorhynchidae. Inga underarter finns listade i Catalogue of Life.